# Ewosmos
Ewosmos (gr. Εύοσμος) – miasto w Grecji, w administracji zdecentralizowanej Macedonia-Tracja, w regionie Macedonia Środkowa, w jednostce regionalnej Saloniki. Siedziba gminy Kordelio-Ewosmos. W 2011 roku liczyło 74 686 mieszkańców.